# Ісус (фільм, 1979)
«Ісус» (англ. Jesus) — фільм, випущений у 1979 році. Він показує життя Ісуса Христа згідно з біблійним викладенням у Євангелії від Луки. Вікові обмеження відсутні. Існує також аудіоверсія.

## Історія
У режисера Джона Хеймана, який зняв понад 30 фільмів і отримав безліч нагород за свої роботи, була вагома причина, щоб зняти цей фільм: він хотів якомога точніше донести Благу вість про Ісуса, яка б зображувала історичний Ізраїль (Палестину) першого століття. Після ретельного обмірковування він вирішив, що текст Євангелія від Луки може служити основою для потужного і надійного сценарію. За оцінкою Хеймана, Блага Вість від Луки мала безліч достоїнств. Вона була точною в подробицях та заслуговувала на довіру з історичної точки зору; і найважливіше — вона давала детальний опис служіння Ісуса Христа і ясно викладала Його вчення.
Фільм повинен був зніматися в Ізраїлі. Більше ніж п'ять тисяч людей, залучених в епізодичних ролях, були подібні до армії, що бере участь у військових діях. Після декількох проб вибір актора на роль Ісуса припав на Браяна Дікона, члена королівського товариства «Нью Шекспір Компані». Щоб підготуватися до фільмування, Браян Дікон прочитав Євангеліє від Луки понад двадцять разів у різних перекладах, запам'ятовуючи при цьому цілі глави.
Знімання на місці зайняло сім місяців.
Власником фільму «Ісус» є корпорація «Інспирейшнл філмз» («Inspirational Films, Inc»).

## Статистика
Фільм перекладено на понад 2000 мов (станом на липень 2022).
Фільм «Ісус» показали понад 10,5 мільярдів разів (включаючи повторні покази). Це пов'язано з високою кількістю перекладів майже на тисячу мов і доступність на різних медіа (DVD, VHS, на сайтах і в мобільних додатках), в аудіоверсіях, а також з тим, що кінокартина була показана у 228 країнах світу.

## Цікаві факти
- За винятком британського актора Браяна Дікона, всі члени акторського складу — жителі Ізраїлю і не відомі за межами своєї країни.
- На теперішній час фільм «Ісус» є найперекладенішим фільмом у світі.